# Elecciones municipales de Lima de 1989
Las elecciones municipales de Lima de 1989 se llevaron a cabo el 12 de noviembre de 1989 para elegir al alcalde y al Concejo Metropolitano de Lima para el periodo 1990-1992. La elección se celebró simultáneamente con elecciones municipales (provinciales y distritales) en todo el país.
Ricardo Belmont, empresario y presentador de televisión, resultó elegido alcalde metropolitano de Lima, convirtiéndose en el primer "outsider" en el escenario político peruano a consecuencia del creciente descontento con los partidos políticos tradicionales.

## Sistema electoral
La Municipalidad Metropolitana de Lima es el órgano administrativo y de gobierno de la provincia de Lima. Está compuesta por el alcalde y el Concejo Metropolitano.
La votación del alcalde y el concejo se realiza en base al sufragio universal, que comprende a todos los ciudadanos nacionales mayores de dieciocho años, empadronados y residentes en la provincia de Lima y en pleno goce de sus derechos políticos, así como a los ciudadanos no nacionales residentes y empadronados en la provincia de Lima.
El Concejo Metropolitano de Lima está compuesto por 42 regidores elegidos por sufragio directo para un período de tres (3) años, en forma conjunta con la elección del alcalde (quien lo preside). La votación es por lista cerrada y bloqueada. Se asigna a la lista ganadora los escaños según el método d'Hondt o la mitad más uno, lo que más le favorezca.

## Composición del Concejo Metropolitano de Lima
La siguiente tabla muestra la composición del Concejo Metropolitano de Lima antes de las elecciones.
| Partidos | Partidos                  | Regidores |
| -------- | ------------------------- | --------- |
|          | Partido Aprista Peruano   | 22        |
|          | Izquierda Unida           | 11        |
|          | Partido Popular Cristiano | 8         |

## Partidos y candidatos
A continuación se muestra una lista de los principales partidos y alianzas electorales que participaron en las elecciones:
| Candidatura | Candidatura | Partidos y alianzas | Candidatos | Candidatos                     | Ideología                                                        | Resultado previo | Resultado previo | Ref. |
| Candidatura | Candidatura | Partidos y alianzas | Candidatos | Candidatos                     | Ideología                                                        | Votos (%)        | Reg.             | Ref. |
| ----------- | ----------- | --- | ---------- | ------------------------------ | ---------------------------------------------------------------- | ---------------- | ---------------- | ---- |
|             | APRA        | Lista - Partido Aprista Peruano (APRA) |            | Mercedes Cabanillas Bustamante | Aprismo                                                          | 37.56%           | 22               |      |
|             | IU          | Lista - Izquierda Unida (IU) – Unión de Izquierda Revolucionaria (UNIR) – Partido Unificado Mariateguista (PUM) – Partido Comunista Peruano (PCP) – Frente Obrero Campesino Estudiantil y Popular (FOCEP) |            | Henry Pease García-Yrigoyen    | Marxismo-leninismo Mariateguismo Comunismo                       | 34.76%           | 11               |      |
|             | ASI         | Lista - Acuerdo Socialista de Izquierda (ASI) – Partido Socialista Revolucionario (PSR) – Partido Comunista Revolucionario (PCR) – Movimiento Socialista Peruano (MSP)                                    |            | Enrique Bernales Ballesteros   | Mariateguismo Socialismo democrático                             | 34.76%           | 11               |      |
|             | FREDEMO     | Lista - Frente Democrático (FREDEMO) – Acción Popular (AP) – Movimiento Libertad (Libertad) – Partido Popular Cristiano (PPC) – Movimiento de Bases Hayistas (MBH)                                        |            | Juan Incháustegui Vargas       | Liberalismo económico Humanismo cristiano Conservadurismo social | 26.91%           | 8                |      |
|             | PAN         | Lista - Partido Avanzada Nacional (PAN) |            | Miguel Campos Arredondo        |                                                                  | 0.25%            | 0                |      |
|             | FNTC        | Lista - Frente Nacional de Trabajadores y Campesinos (FNTC) |            | Carlos Cáceres Barrionuevo     | Nacionalismo de izquierda Tahuantinsuyismo                       | 0.22%            | 0                |      |
|             | UNO         | Lista - Unión Nacional Odriísta (UNO) |            | Ángelo Rovegno Rovegno         | Conservadurismo social Populismo de derecha                      | Nuevo            | Nuevo            |      |
|             | IND         | Lista - Lista Independiente N° 3 OBRAS |            | Ricardo Belmont Cassinelli     | Populismo Localismo limeño                                       | Nuevo            | Nuevo            |      |
|             | IND         | Lista - Lista Independiente N° 5 Democracia Popular Independiente |            | Sergio García Pando            | Localismo limeño                                                 | Nuevo            | Nuevo            |      |

## Antecedentes
En 1989, el país afrontaba una gran crisis con expresiones varias: por un lado, el avance de la guerra interna; y por el otro, la agudización de la crisis económica con una hiperinflación de efecto devastador para los hogares de los sectores medios y populares. El descrédito del gobierno de Alan García era enorme y, aprovechando errores del oficialismo, ocurrió el retorno de partidos tradicionales como Acción Popular y el Partido Popular Cristiano –que venían de perder elecciones municipales y generales desde 1983– bajo el logo del Frente Democrático, alianza electoral conformada con miras a las elecciones de 1990 encabezada por Mario Vargas Llosa, quien como principal opositor al gobierno aprista se perfilaba con serias posibilidades de alcanzar la presidencia. 
Otro fenómeno político que se hizo presente en el proceso electoral municipal fue la ruptura de la coalición Izquierda Unida (IU), ya que la izquierda participó con dos candidaturas, la de IU y la del Acuerdo Socialista de Izquierda (ASÍ). El proceso electoral municipal de ese año contó con varios candidatos con larga trayectoria política partidaria: los exministros Juan Incháustegui (Acción Popular) y Mercedes Cabanillas (Partido Aprista Peruano), el exteniente alcalde Henry Pease (IU) y el entonces senador Enrique Bernales (ASI). Sin embargo, con la irrupción del independiente Ricardo Belmont, se marca un punto de inflexión en la historia política peruana debido a la aparición protagónica de los "outsiders", no políticos y antisistema en el escenario político, resultados premonitorios de las elecciones generales del siguiente año.

## Encuestas
| Encuestadora       | Fuente                    | Fecha  | Ricardo Belmont | Juan Incháustegui | Henry Pease | Mercedes Cabanillas | Enrique Bernales |
| Mercadeo & Opinión | La República (20/08/1989) | Ago-89 | 25%             | 22%               | 17%         | 13%                 | 10%              |
| Apoyo S.A.         | Caretas (21/08/1989)      | Ago-89 | 26%             | 20%               | 11%         | 16%                 | 8%               |
| CPI                | Caretas (28/08/1989)      | Ago-89 | 29.7%           | 19%               | 10.7%       | 12.9%               | 1.2%             |
| Apoyo S.A.         | Caretas (18/09/1989)      | Ago-89 | 38%             | 19%               | 9%          | 13%                 | 4%               |
| Apoyo S.A.         | Caretas (18/09/1989)      | Set-89 | 28%             | 24%               | 9%          | 12%                 | 4%               |
| Datum              | El Comercio (28/10/1989)  | Oct-89 | 36%             | 31%               | -           | -                   | -                |

## Principales propuestas
El siguiente es un resumen de las propuestas de los principales candidatos, realizado en septiembre de 1989.
| Tema             | MC | HP | EB                                                                                  | RB                                                                                             | JI |
| ---------------- | --- | --- | ----------------------------------------------------------------------------------- | ---------------------------------------------------------------------------------------------- | --- |
| Alimentación     | - Mercado Mayorista de Santa Anita y dos centros de abasto minoristas en zonas norte y sur.                                  | - Red popular de abastecimiento y amas de casa que fiscalicen y sancionen en mercados. - Granjas comunales.                                                       | - Un millón de raciones de pescado y drástica redistribución de recursos.           | - Mayor participación del consumidor en control de precios.                                    | - Nuevo sistema de distribución desde el Mercado Mayorista de Santa Anita a minoristas y ambulantes. - Programas de alimentación para sectores menos favorecidos. |
| Transporte       | - Tren Eléctrico construido por el Ejecutivo. - Interconexiones viales, corredores en la Avenida Caquetá y nuevos vehículos. | - Centralización con autoridad única en manos de la MLM. - Tren Eléctrico, racionalizado y coherente.                                                             | - Racionalización y plan maestro para descentralizar creando zonas especializadas.  | - Despolitización del sistema. - Incorporación de cuadros técnicos.                            | - Señalización de calles. - Coherencia en las rutas. - Nuevos vehículos. - Racionalización del Tren Eléctrico.                                                    |
| Basura           | - Plan de emergencia contra huelgas de obreros municipales con FF.AA. y Defensa Civil.                                       | - Recojo de basura, con seis meses de plazo para dejar limpia Lima. - Campaña educativa y sanciones a infractores. - Baños públicos en playas de estacionamiento. | - Continuar plan maestro iniciado por Orrego y Gobierno Municipal IU.               | - Concesión a empresas japonesas y holandesas para que reconviertan la basura en abono.        | - Descentralización y participación de la iniciativa privada. - Aprovechamiento al máximo de infraestructura propia.                                              |
| Otras propuestas | - Lima cuadrada debe volver a ser la ciudad de portales y jardines colgantes.                                                | - Fomentar cultura, recreación y la promoción de empleo para la juventud en peligro de ser atrapada por las drogas.                                               | - Apoyo crediticio a por lo menos 500 mil puestos de trabajo de la pequeña empresa. | - Construcción de canchas de vóley, fulbito y frontón a lo largo de la playa y losas en PP.JJ. | - Nuevos pozos de agua para elevar la producción. - 15 minutos después de un apagón, Lima tendría luz mediante la planta termoeléctrica de Santa Rosa.            |

## Debates
A lo largo de la campaña, Belmont solo fue a una polémica. Temiendo un escenario que lo mostrara vulnerable, evitó acudir a eventos organizados por medios de comunicación y centros académicos.
| Detalles             | Detalles                        | Detalles  | Detalles       | Detalles          | Participantes                                                        | Participantes                                                               |
| Fecha                | Organizador                     | Sede      | Lugar          | Moderador         | Frente Democrático                                                   | Movimiento Obras                                                            |
| -------------------- | ------------------------------- | --------- | -------------- | ----------------- | -------------------------------------------------------------------- | --------------------------------------------------------------------------- |
| 8 de octubre de 1989 | América Televisión (En Persona) | Estudio 4 | Barranco, Lima | César Hildebrandt | Juan Incháustegui Carlos Letts Luis Ortega Lourdes Flores César Díaz | Ricardo Belmont Gonzalo Iwasaki Óscar Torranzo José Luque Alberto Espantoso |

## Resultados

### Sumario general
| |                                                           |              |              |              |           |           |
| Partidos y coaliciones                                                                                      | Partidos y coaliciones                                    | Voto popular | Voto popular | Voto popular | Regidores | Regidores |
| Partidos y coaliciones                                                                                      | Partidos y coaliciones                                    | Votos        | %            | ±pp          | Total     | +/−       |
| | Lista Independiente N° 3 OBRAS                            | 999,237      | 45.14        | n/a          | 22        | +22       |
| | Frente Democrático (FREDEMO)1                             | 592,857      | 26.79        | –0.12        | 11        | +3        |
| | Izquierda Unida (IU)                                      | 255,329      | 11.54        | –23.22       | 5         | –6        |
| | Partido Aprista Peruano (APRA)                            | 255,183      | 11.53        | –26.03       | 4         | –18       |
| | Acuerdo Socialista de Izquierda (ASI)                     | 47,691       | 2.15         | Nuevo        | 0         | ±0        |
| | Unión Nacional Odriísta (UNO)                             | 31,681       | 1.43         | n/a          | 0         | ±0        |
| | Frente Nacional de Trabajadores y Campesinos (FNTC)       | 18,485       | 0.83         | +0.61        | 0         | ±0        |
| | Partido Avanzada Nacional (PAN)                           | 8,084        | 0.36         | +0.09        | 0         | ±0        |
| | Lista Independiente N° 5 Democracia Popular Independiente | 4,739        | 0.21         | n/a          | 0         | ±0        |
| |                                                           |              |              |              |           |           |
| Total | Total                                                     | 2,213,286    |              |              | 42        | +1        |
| |                                                           |              |              |              |           |           |
| Votos válidos                                                                                               | Votos válidos                                             | 2,213,286    | 100.00       | +6.91        |           |           |
| Votos en blanco                                                                                             | Votos en blanco                                           | 0            | 0.00         | –1.49        |           |           |
| Votos nulos                                                                                                 | Votos nulos                                               | 0            | 0.00         | –5.42        |           |           |
| Votos emitidos                                                                                              | Votos emitidos                                            | 2,213,286    | 71.64        | –13.65       |           |           |
| Abstenciones                                                                                                | Abstenciones                                              | 876,056      | 28.36        | +13.65       |           |           |
| Votantes registrados                                                                                        | Votantes registrados                                      | 3,089,342    |              |              |           |           |
| |                                                           |              |              |              |           |           |
| Fuente: |                                                           |              |              |              |           |           |

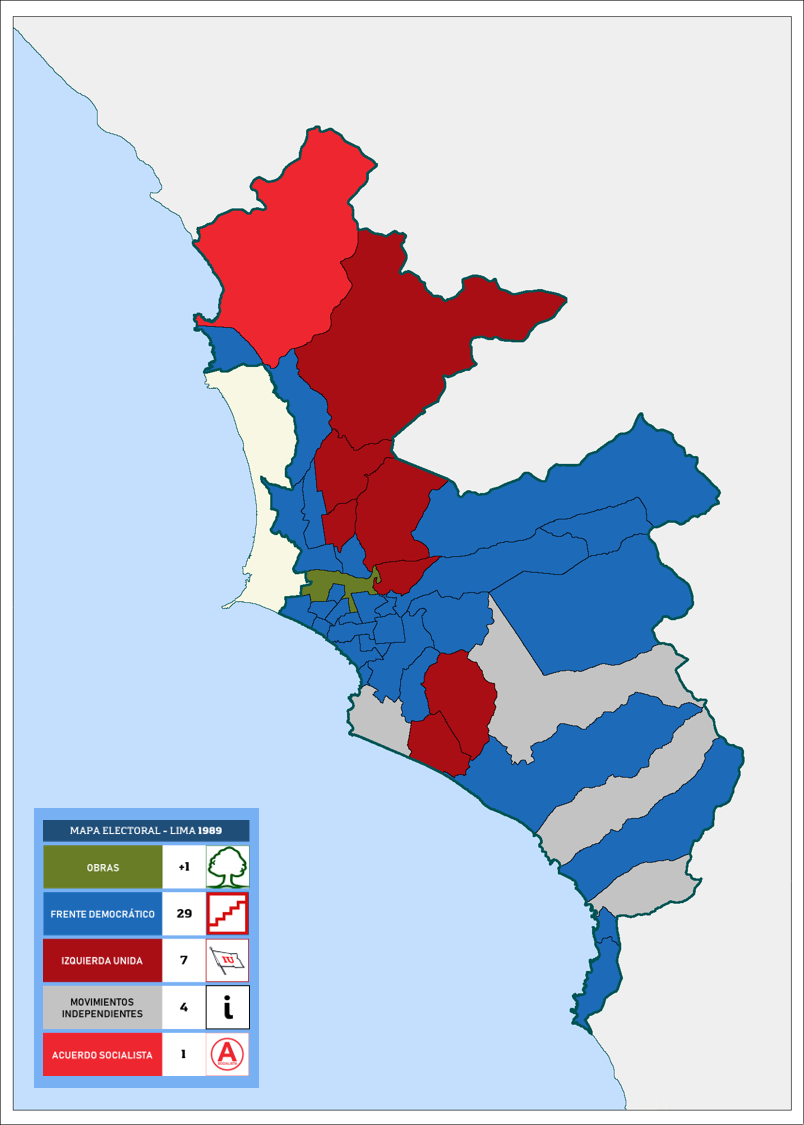
Elecciones municipales distritales de Lima de 1989.

| Notas al pie: 1 Comparado con los resultados del Partido Popular Cristiano (PPC) en las elecciones de 1986. |                                                           |              |              |              |           |           |
| Notas al pie:                                                                                               |                                                           |              |              |              |           |           |
| 1 Comparado con los resultados del Partido Popular Cristiano (PPC) en las elecciones de 1986.               |                                                           |              |              |              |           |           |

### Concejo Metropolitano de Lima
| Cargo                          | Autoridad electa                | Partido político | Partido político               |
| ------------------------------ | ------------------------------- | ---------------- | ------------------------------ |
| Alcalde Metropolitano de Lima  | Ricardo Belmont Cassinelli      |                  | Lista Independiente N° 3 OBRAS |
| Regidor Metropolitano de Lima  | Alberto Espantoso Freund        |                  | Lista Independiente N° 3 OBRAS |
| Regidor Metropolitano de Lima  | Juan Vizcarra Muñiz             |                  | Lista Independiente N° 3 OBRAS |
| Regidor Metropolitano de Lima  | José Luque Otero                |                  | Lista Independiente N° 3 OBRAS |
| Regidor Metropolitano de Lima  | Justo Orellana Quintanilla      |                  | Lista Independiente N° 3 OBRAS |
| Regidor Metropolitano de Lima  | Iván Dibós Mier                 |                  | Lista Independiente N° 3 OBRAS |
| Regidor Metropolitano de Lima  | Álex Santisteban Fernández      |                  | Lista Independiente N° 3 OBRAS |
| Regidor Metropolitano de Lima  | Carlos Paz Soldán Haider        |                  | Lista Independiente N° 3 OBRAS |
| Regidora Metropolitano de Lima | Irma Patiño de Montes           |                  | Lista Independiente N° 3 OBRAS |
| Regidor Metropolitano de Lima  | Salvador Tillit Ibarra          |                  | Lista Independiente N° 3 OBRAS |
| Regidor Metropolitano de Lima  | Ricardo Angulo Basombrío        |                  | Lista Independiente N° 3 OBRAS |
| Regidor Metropolitano de Lima  | Gonzalo Iwasaki Sánchez         |                  | Lista Independiente N° 3 OBRAS |
| Regidor Metropolitano de Lima  | Alberto van Oordt Bellido       |                  | Lista Independiente N° 3 OBRAS |
| Regidor Metropolitano de Lima  | Óscar Toranzo Silva             |                  | Lista Independiente N° 3 OBRAS |
| Regidora Metropolitano de Lima | Ricardina Chiok Seng            |                  | Lista Independiente N° 3 OBRAS |
| Regidor Metropolitano de Lima  | Carlos Pastor García            |                  | Lista Independiente N° 3 OBRAS |
| Regidor Metropolitano de Lima  | Roberto Abugattás Aboid         |                  | Lista Independiente N° 3 OBRAS |
| Regidor Metropolitano de Lima  | Carlos Caamaño Castro           |                  | Lista Independiente N° 3 OBRAS |
| Regidor Metropolitano de Lima  | Juan Sáenz Marón                |                  | Lista Independiente N° 3 OBRAS |
| Regidora Metropolitano de Lima | Virginia Paredes Obregón        |                  | Lista Independiente N° 3 OBRAS |
| Regidor Metropolitano de Lima  | César Revoredo Arellano         |                  | Lista Independiente N° 3 OBRAS |
| Regidora Metropolitana de Lima | Doris Morán La Rosa             |                  | Lista Independiente N° 3 OBRAS |
| Regidor Metropolitano de Lima  | José Saco Vértiz Dañino         |                  | Lista Independiente N° 3 OBRAS |
| Regidora Metropolitana de Lima | Lourdes Flores                  |                  | Frente Democrático             |
| Regidor Metropolitano de Lima  | Roberto Vallejo Díaz            |                  | Frente Democrático             |
| Regidor Metropolitano de Lima  | Carlos Letts Colmenares         |                  | Frente Democrático             |
| Regidor Metropolitano de Lima  | César Díaz Gonzáles             |                  | Frente Democrático             |
| Regidor Metropolitano de Lima  | Luis Morante Alvarado           |                  | Frente Democrático             |
| Regidor Metropolitano de Lima  | Américo Villalobos Jugos        |                  | Frente Democrático             |
| Regidor Metropolitano de Lima  | Enrique Espinosa Bellido        |                  | Frente Democrático             |
| Regidor Metropolitano de Lima  | Julio Vento Neyra               |                  | Frente Democrático             |
| Regidor Metropolitano de Lima  | Alejandro Alva Manfredi         |                  | Frente Democrático             |
| Regidor Metropolitano de Lima  | Luis Gálvez de la Puente        |                  | Frente Democrático             |
| Regidora Metropolitana de Lima | Vilma León Leandro              |                  | Frente Democrático             |
| Regidor Metropolitano de Lima  | Michel Azcueta Gorostiza        |                  | Izquierda Unida                |
| Regidor Metropolitano de Lima  | Javier Fernández Ñique          |                  | Izquierda Unida                |
| Regidor Metropolitano de Lima  | Zetti Gavelán Gamarra           |                  | Izquierda Unida                |
| Regidora Metropolitana de Lima | Aída García-Naranjo Morales     |                  | Izquierda Unida                |
| Regidor Metropolitano de Lima  | Carlos Rodríguez Ponce          |                  | Izquierda Unida                |
| Regidor Metropolitano de Lima  | Carlos del Río Cabrera          |                  | Partido Aprista Peruano        |
| Regidor Metropolitano de Lima  | Jaysuño Abramovich Schwartzberg |                  | Partido Aprista Peruano        |
| Regidor Metropolitano de Lima  | Oswaldo Morán Márquez           |                  | Partido Aprista Peruano        |
| Regidora Metropolitana de Lima | Julia Barrera Gonzáles          |                  | Partido Aprista Peruano        |

## Elecciones municipales distritales

### Sumario general
| Partidos y coaliciones                                                                                      | Partidos y coaliciones                                    | Voto popular | Voto popular | Voto popular | Alcaldías | Alcaldías |
| Partidos y coaliciones                                                                                      | Partidos y coaliciones                                    | Votos        | %            | ±pp          | Total     | +/−       |
| --- | --------------------------------------------------------- | ------------ | ------------ | ------------ | --------- | --------- |
| | Frente Democrático (FREDEMO)1                             |              |              |              | 29        | +16       |
| | Izquierda Unida (IU)                                      |              |              |              | 7         | –2        |
| | Partido Aprista Peruano (APRA)                            |              |              |              | 0         | –18       |
| | Acuerdo Socialista de Izquierda (ASI)                     |              |              |              | 1         | +1        |
| | Unión Nacional Odriísta (UNO)                             |              |              |              | 0         | ±0        |
| | Frente Nacional de Trabajadores y Campesinos (FNTC)       |              |              |              | 0         | ±0        |
| | Partido Avanzada Nacional (PAN)                           |              |              |              | 0         | ±0        |
| | Lista Independiente N° 5 Democracia Popular Independiente |              |              |              | 0         | ±0        |
| | Listas independientes distritales                         |              |              |              | 4         | +3        |
| |                                                           |              |              |              |           |           |
| Total | Total                                                     |              |              |              | 41        | +1        |
| |                                                           |              |              |              |           |           |
| Votos válidos                                                                                               |                                                           |              |              |              |           |           |
| Votos en blanco                                                                                             |                                                           |              |              |              |           |           |
| Votos nulos                                                                                                 |                                                           |              |              |              |           |           |
| Votos emitidos                                                                                              |                                                           |              |              |              |           |           |
| Abstenciones                                                                                                |                                                           |              |              |              |           |           |
| Votantes registrados                                                                                        |                                                           |              |              |              |           |           |
| |                                                           |              |              |              |           |           |
| Fuente: |                                                           |              |              |              |           |           |
| Notas al pie: 1 Comparado con los resultados del Partido Popular Cristiano (PPC) en las elecciones de 1986. |                                                           |              |              |              |           |           |
| Notas al pie:                                                                                               |                                                           |              |              |              |           |           |
| 1 Comparado con los resultados del Partido Popular Cristiano (PPC) en las elecciones de 1986.               |                                                           |              |              |              |           |           |

### Resultados por distrito
La siguiente tabla enumera el control de los distritos de la provincia de Lima. El cambio de mando de una organización política se resalta del color de ese partido.
| Distritos               | Alcalde(sa) titular                                      | Partido político                                         | Partido político                                         | Alcalde(sa) electo(a)         | Partido político | Partido político                |
| ----------------------- | -------------------------------------------------------- | -------------------------------------------------------- | -------------------------------------------------------- | ----------------------------- | ---------------- | ------------------------------- |
| Ancón                   | Enrique Espinoza Bellido                                 |                                                          | Partido Popular Cristiano                                | Miguel Ortecho Romero         |                  | Acuerdo Socialista de Izquierda |
| Ate                     | Franklin Acosta del Pozo                                 |                                                          | Izquierda Unida                                          | Consuelo Assurza de Contreras |                  | Frente Democrático              |
| Barranco                | Pedro Allemant Centeno                                   |                                                          | Partido Aprista Peruano                                  | Renato Lértora Ginetti        |                  | Frente Democrático              |
| Breña                   | Luis Suito Tuesta                                        |                                                          | Partido Aprista Peruano                                  | Rolando Velasco Vásquez       |                  | Frente Democrático              |
| Carabayllo              | Luis Solís Quintana                                      |                                                          | Partido Aprista Peruano                                  | Sara Jiménez Angulo           |                  | Izquierda Unida                 |
| Chaclacayo              | Enrique Tomás Ojeda                                      |                                                          | Partido Aprista Peruano                                  | Jorge García-Seminario Navas  |                  | Frente Democrático              |
| Chorrillos              | Jorge Meneses Solís                                      |                                                          | Partido Aprista Peruano                                  | Pablo Gutiérrez Weselby       |                  | Lista Independiente N° 7        |
| Cieneguilla             | Benigno Alfaro Tello                                     |                                                          | Partido Aprista Peruano                                  | Erich Mahnke Suárez           |                  | Frente Democrático              |
| Comas                   | Arnulfo Medina Cruces                                    |                                                          | Izquierda Unida                                          | Humberto Paredes Vargas       |                  | Izquierda Unida                 |
| El Agustino             | Jorge Quintanilla Alarcón                                |                                                          | Izquierda Unida                                          | Jorge Quintanilla Alarcón     |                  | Izquierda Unida                 |
| Independencia           | Esther Moreno Huerta                                     |                                                          | Izquierda Unida                                          | Jesús Cáceres Fanaola         |                  | Izquierda Unida                 |
| Jesús María             | Víctor Oyanguren Agüero                                  |                                                          | Partido Popular Cristiano                                | Víctor Oyanguren Agüero       |                  | Frente Democrático              |
| La Molina               | Rafael López Mobilia                                     |                                                          | Partido Popular Cristiano                                | Pedro Polo Peinado            |                  | Frente Democrático              |
| La Victoria             | Andrés Espejo Luna Victoria                              |                                                          | Partido Aprista Peruano                                  | Juan Navarro Quiroz           |                  | Frente Democrático              |
| Lince                   | Félix Carrillo Ugarte                                    |                                                          | Partido Popular Cristiano                                | Esther Álvarez de Gavidia     |                  | Frente Democrático              |
| Los Olivos              | Creación del distrito (Ley N° 25017, 4 de abril de 1989) | Creación del distrito (Ley N° 25017, 4 de abril de 1989) | Creación del distrito (Ley N° 25017, 4 de abril de 1989) | Carmen Lezama Olano           |                  | Frente Democrático              |
| Lurigancho              | Augusto Benavides Estrada                                |                                                          | Partido Aprista Peruano                                  | Álex Mauriz Arguedas          |                  | Frente Democrático              |
| Lurín                   | Guadulfo Silva Carbajal                                  |                                                          | Partido Aprista Peruano                                  | Gumercindo Reyes Chumpitaz    |                  | Frente Democrático              |
| Magdalena del Mar       | Ricardo Flores Corbera                                   |                                                          | Partido Popular Cristiano                                | Guillermo Allison Cáceres     |                  | Frente Democrático              |
| Miraflores              | Luis Bedoya de Vivanco                                   |                                                          | Partido Popular Cristiano                                | Alberto Andrade Carmona       |                  | Frente Democrático              |
| Pachacámac              | Tito Boniccelli Crovetto                                 |                                                          | Partido Aprista Peruano                                  | Paul Poblet Lind              |                  | Lista Independiente N° 3        |
| Pucusana                | Víctor Ávalos Ávalos                                     |                                                          | Partido Aprista Peruano                                  | Menotti Biffi Garibotto       |                  | Frente Democrático              |
| Pueblo Libre            | Luis Roselló Carrillo                                    |                                                          | Partido Popular Cristiano                                | Luis Roselló Carrillo         |                  | Frente Democrático              |
| Puente Piedra           | Israel Nomberto Ulpe                                     |                                                          | Partido Aprista Peruano                                  | Alberto Arakaki Kisaba        |                  | Frente Democrático              |
| Punta Hermosa           | Gerardo Castro García                                    |                                                          | Lista Independiente N° 3                                 | Gerardo Castro García         |                  | Lista Independiente N° 3        |
| Punta Negra             | Carlos Lluncor Escudero                                  |                                                          | Partido Aprista Peruano                                  | Marcial Buitrón Huapaya       |                  | Frente Democrático              |
| Rímac                   | Juan Yance Salvador                                      |                                                          | Partido Aprista Peruano                                  | Armando Lerma Santos          |                  | Frente Democrático              |
| San Bartolo             | Eugenio Huari Huapaya                                    |                                                          | Izquierda Unida                                          | Rafael Salazar Morey          |                  | Lista Independiente N° 5        |
| San Borja               | Hugo Sánchez Solari                                      |                                                          | Partido Popular Cristiano                                | Hugo Sánchez Solari           |                  | Frente Democrático              |
| San Isidro              | Enrique Calmet Sampén                                    |                                                          | Partido Popular Cristiano                                | Carlos Neuhaus Rizo Patrón    |                  | Frente Democrático              |
| San Juan de Lurigancho  | Víctor Ortiz Pilco                                       |                                                          | Partido Aprista Peruano                                  | Pedro Zazzali Peña            |                  | Izquierda Unida                 |
| San Juan de Miraflores  | Adolfo Ocampo Vargas                                     |                                                          | Izquierda Unida                                          | Olimpia Méndez de León        |                  | Frente Democrático              |
| San Luis                | Julio Castro Calis                                       |                                                          | Izquierda Unida                                          | Víctor Alegría Gonzáles       |                  | Frente Democrático              |
| San Martín de Porres    | José Miranda Valladares                                  |                                                          | Izquierda Unida                                          | Marcelino Morales Escandón    |                  | Frente Democrático              |
| San Miguel              | Óscar Zegarra Cruz                                       |                                                          | Partido Popular Cristiano                                | Leandro Esparta Ortega        |                  | Frente Democrático              |
| Santa María del Mar     | Wilfredo Arozemena Ferreyros                             |                                                          | Partido Aprista Peruano                                  | Ramón Fernández Montagne      |                  | Frente Democrático              |
| Santa Rosa              | Pedro Rosello de la Puente                               |                                                          | Partido Popular Cristiano                                | Gastón Cajina Barrera         |                  | Frente Democrático              |
| Santiago de Surco       | Carlos Letts Colmenares                                  |                                                          | Partido Popular Cristiano                                | Manuel Cáceda Granthon        |                  | Frente Democrático              |
| Surquillo               | Hugo Sánchez Medina                                      |                                                          | Partido Aprista Peruano                                  | Guido Casassa Bacigalupo      |                  | Frente Democrático              |
| Villa El Salvador       | Michel Azcueta Gorostiza                                 |                                                          | Izquierda Unida                                          | José Rodríguez Aguirre        |                  | Izquierda Unida                 |
| Villa María del Triunfo | Walter Machuca Arteta                                    |                                                          | Partido Aprista Peruano                                  | Luis Villavicencio Torres     |                  | Izquierda Unida                 |